# André Blondiaux
André Blondiaux fue un deportista francés que compitió en remo como timonel. Ganó dos medallas en el Campeonato Europeo de Remo, plata en 1930 y oro en 1931.

## Palmarés internacional
| Campeonato Europeo | Campeonato Europeo | Campeonato Europeo | Campeonato Europeo |
| Año                | Lugar              | Medalla            | Prueba             |
| ------------------ | ------------------ | ------------------ | ------------------ |
| 1930               | Lieja (Bélgica)    | Medalla de plata   | Dos con timonel    |
| 1931               | París (Francia)    | Medalla de oro     | Ocho con timonel   |